# Tournefortia kirkii
Tournefortia kirkii là loài thực vật có hoa trong họ Mồ hôi. Loài này được (I.M. Johnst.) J.S. Mill. mô tả khoa học đầu tiên năm 2001.